# Ernst Toller

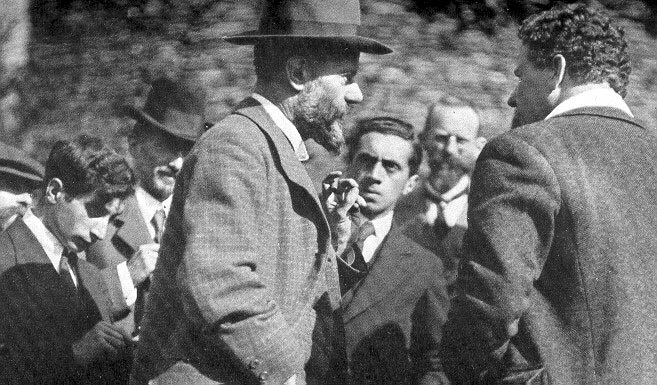
Toller (midden, op de achtergrond, zonder baard) in een discussie met Max Weber, 1917

Ernst Toller (Samotschin, 1 december 1893 — New York, 22 mei 1939) was een Duits schrijver uit het literaire expressionisme, later neigend naar de nieuwe zakelijkheid.

## Leven
Toller was de zoon van een welgesteld joods koopliedengezin. Zijn leven en carrière worden gekenmerkt door een duidelijke evolutie in maatschappelijke en artistieke opvattingen. Aanvankelijk studeerde hij rechten te Grenoble, maar met het uitbreken van de Eerste Wereldoorlog werd hij vrijwilliger. Toen hij zwaargewond raakte en ziek werd, ontsloeg men hem in 1916, waarop hij de studie in literatuur en politicologie aanvatte aan de Ludwig Maximilians-Universiteit in München en later de Ruprecht-Karls-universiteit in Heidelberg. Tijdens deze jaren veranderde hij het geweer van schouder en werd een overtuigd pacifist, met sterk socialistische voorkeuren. Toen er in 1918 revolutie uitbrak in Beieren was Toller een van de prominente voorvechters van de Beierse Radenrepubliek. Ook sympathiseerde hij met de arbeiders in de wapenindustrie, die in staking waren gegaan. Uiteindelijk werd hij voorzitter van de verschillende raden. Zijn eerste toneelstuk Die Wandlung gaat grotendeels over zijn eigen koerswijziging.
Na de oprichting van de Weimarrepubliek werd Toller tot vijf jaar opsluiting veroordeeld. In gevangenschap schreef hij zijn voornaamste werken, waaronder Masse Mensch en Hinkemann (oorspronkelijk Der deutsche Hinkemann). Dit laatste stuk, een tragedie, illustreert Tollers evolutie richting nieuwe zakelijkheid. Ideologisch spreekt uit de werken een radicaal-links gedachtegoed. Tevens publiceerde hij een gedichtbundel over het gevangenisleven, Das Schwalbenbuch, en later, in 1935, een boek met correspondentie vanuit de hechtenis. Na zijn vrijlating ging hij in Berlijn wonen waar hij het toneelstuk Hoppla, wir leben! schreef, alsmede talloze essays, kritische verhandelingen en meer.
In 1933, met de machtsovername door de NSDAP, ging Toller in ballingschap naar Zwitserland. Hij publiceerde in dat jaar een autobiografie, Eine Jugend in Deutschland, maar vermits Toller zowel Jood als links-socialist was, werden zijn boeken verboden en publiekelijk verbrand. In 1934 verhuisde hij naar Engeland, waar hij het Engelstalige stuk Pastro Hall schreef.
In 1939 gaf hij een reeks voordrachten in de Verenigde Staten. Tijdens deze tournee verhing hij zich op 45-jarige leeftijd in New York.

## Betekenis
Een centraal thema in Tollers werk is het streven naar sociale rechtvaardigheid zonder bloedvergieten. Reeds in de statische 'tafereelstukken' uit zijn vroege periode exploreert hij de verschillende mogelijkheden die voorhanden zijn om een revolutie te bewerkstelligen, waarbij elk personage een andere politiek symboliseert. In de komedie Der entfesselte Wotan houdt hij zich bezig met de massapsychologie, een fenomeen waarvan hij reeds zeer vroeg het gevaar inzag in de vorm van het opkomende fascisme. Het levensgrote dilemma
van Toller is dat hij resoluut partij koos voor de onderdrukte massa, maar tegelijkertijd buitengewoon bang was van de potentiële vernietigingskracht die van die massa uitging. In Masse Mensch predikt de heldin, Sonja Irene L., de rechtvaardigheid aan de arbeidersmassa. Ze wordt ontgoocheld wanneer de menigte haar macht gaat misbruiken en tot een nieuwe onderdrukker verwordt. Uiteindelijk kiest Sonja voor de dood.
Hoppla, wir leben! werd door Erwin Piscator geregisseerd. Dit stuk moet de toeschouwer tot nadenken stemmen over de verschillende maatschappelijke opties, zonder een ervan te willen opdringen. Van al zijn stukken is Hinkemann relatief het populairst. Technisch-dramaturgisch zocht Toller steeds naar vernieuwing in het theater. Zijn werken maken veelvuldig gebruik van speciale klank- en lichteffecten en streven naar experiment.
Van Tollers autobiografie verscheen in 1934 een Nederlandse vertaling door Nico Rost. In 2014 werd een nieuwe vertaling door John Luteijs gepubliceerd. 

## Werken
- 1919 Die Wandlung. Das Ringen eines Menschen
- 1920 Masse Mensch. Ein Stück aus der sozialen Revolution des zwanzigsten Jahrhunderts
- 1922 Die Maschinenstürmer. Drama aus der Zeit der Ludditenbewegung in England
- 1923 Der deutsche Hinkemann
- 1924 Der entfesselte Wotan
- 1924 Das Schwalbenbuch
- 1927 Hoppla, wir leben!
- 1930 Feuer aus den Kesseln!
- 1933 Eine Jugend in Deutschland. Memoires 1893-1924.[1]

- 1935 Briefe aus dem Gefängnis
- 1939 Pastor Hall

## Toneelstuk
- De Duitse toneelschrijver Tankred Dorst maakte het toneelstuk Toller (1969), over de persoon van Toller en diens rol in de Radenrepubliek in 1919.[2]

## Naslag
- Barbara Baumann & Brigitta Oberle (1985), Deutsche Literatur in Epochen. München: Max Hueber Verlag.
- Gerhard Fricke & Mathias Schreiber (1988), Geschichte der deutschen Literatur. Paderborn: Ferdinand Schöningh.
- Wolf Wucherpfennig (1986), Geschichte der deutschen Literatur. Von den Anfängen bis zur Gegenwart. Stuttgart: Ernst Klett.

- Bibsys: 90123648
- Biblioteca Nacional de España: XX1137132
- Bibliothèque nationale de France: cb11926766k (data)
- Catàleg d'autoritats de noms i títols de Catalunya: 981058520616006706
- CiNii: DA0036853X
- Gemeinsame Normdatei: 118623230
- International Standard Name Identifier: 0000 0001 0884 6199
- Library of Congress Control Number: n78090544
- Nationale Bibliotheek van Letland: 000091516
- MusicBrainz: 05433def-1389-4473-afee-034f9781fb8c
- Bibliotheek van het Japanse parlement: 00550447
- Nationale Bibliotheek van Tsjechië: jn20011019074
- Nationale bibliotheek van Australië: 35552109
- Nationale Bibliotheek van Israël: 987007269065705171
- Nationale Bibliotheek van Polen: a0000001187530
- Nationale en Universitaire bibliotheek Zagreb: 000064643
- Nederlandse Thesaurus van Auteursnamen: 068786913
- Istituto Centrale per il Catalogo Unico: RAVV021367
- LIBRIS: 227171
- SNAC: w6js9pqt
- Système universitaire de documentation: 027309703
- Trove: 993370
- Virtual International Authority File: 32003575
- WorldCat: E39PBJfx6Fqr3QcGPrbRbydxXd